# شارلت هل (مریلند)
شارلت هل (به انگلیسی: Charlotte Hall) شهری در ایالت مریلند کشور ایالات متحده آمریکا است که جمعیت آن در سرشماری سال ۲۰۱۰ میلادی، ۱٬۴۲۰ نفر بوده‌است.